# Кара-Токой
Кара-Токой (кирг. Кара-Токой) — село в Баткенском районе Баткенской области Кыргызстана. Входит в состав Суу-Башынского айылного аймака.

## География
Село расположено в центральной части области, на левом берегу реки Сох, на расстоянии приблизительно 21 километра (по прямой) к востоко-юго-востоку от города Баткена, административного центра области и района. Абсолютная высота — 1111 метров над уровнем моря.

## Население
Согласно оценочным данным Национального статистического комитета Кыргызской Республики, численность населения села на начало 2023 года составляла 1388 человек.
| год     | 2009 | 2014 | 2015 | 2020 | 2021 | 2023 |
| ------- | ---- | ---- | ---- | ---- | ---- | ---- |
| человек | 871  | 996  | 1012 | 1241 | 1354 | 1388 |